# Dynoides longisinus
Dynoides longisinus là một loài chân đều trong họ Sphaeromatidae. Loài này được Kwon miêu tả khoa học năm 1990.